# Бераріу Аурел
Бераріу (Berariu) Аурел (*6 листопада 1879, Чагор, Чернівецька область — †21 травня 1912, Чернівці) — румунський актор і режисер.

## Біографія
Народився 6 листопада 1879 року в селі Чагор, тепер Глибоцького району Чернівецької області. Як талановитий самодіяльний актор дебютував на сцені театру чернівецького товариства «Жунімя» («Юність») роллю селянина в комедії Й. Д. Караджале «Загублений лист». Помер 21 травня 1912 року, Чернівці.

## Основні ролі актора
Зіграв в опереті Т. Флондора «Ніч Святого Георгія», п'єсах Й. Л. Караджале «Бурхлива ніч» і «Карнавал», М. Мілло «Баба Гирка» та інших. Як режисер, поставив кілька п'єс в театрі товариства «Гармонія».